# Francine Clark
Francine Clark (née Francine Juliette Modzelewska à Paris 8e le 28 avril 1876 et morte à Manhattan le 7 avril 1960) est une actrice française devenue américaine par mariage qui se fit connaître comme philanthrope et collectionneuse d'art.

## Biographie
Francine Juliette Modzelewska naît hors mariage le 28 avril 1876 à Paris d'une mère célibataire, couturière de son métier. Elle monte sur scène avant l'âge de 20 ans prenant le nom de scène de Francine Clary. Elle travaille à la Comédie-Française et apparaît même aux côtés de Sarah Bernhardt.
Francine Clark épouse à Paris le 23 juillet 1919 (à 43 ans) un richissime Américain, Robert Sterling Clark (en), héritier des machines à coudre Singer. Elle a déjà une fille, Viviane, d'une liaison précédente, ce qui constitue une source de tension au sein de la famille Clark dont aucun membre n'assiste au mariage civil à Paris. Francine Clark devient le lendemain automatiquement citoyenne américaine, comme la loi le stipulait alors. Sterling et Francine Clark s'installent à New York dans un appartement de dix-huit pièces donnant sur Park Avenue, mais continuent à partager leur temps entre Paris et New York pour le restant de leur vie. Sterling et Francine « s'adoraient », comme l'écrit un ami et partageaient le goût « de vivre dans un grand confort sans ostentation, la bonne chère et... les Bordeaux de grands millésimes ».
Sterling Clark possédait aussi des chevaux de course aux États-Unis et en France. En 1930, le couple  acquiert 18 hectares en Normandie pour installer un haras en plus de celui, immense, que les Clark possédaient en Virginie à Upperville.
Francine Clark meurt en 1960.

## Collection
Les Clark ont réuni une importante collection d'art comprenant des tableaux de maître, des dessins, des gravures, des sculptures, de l'argenterie, de la porcelaine, se fiant à leur propre jugement et à leur goût. Comme son mari, Francine Clark témoignait d'un vif intérêt à collectionner des œuvres de grande qualité et donnait son opinion lorsque le couple rencontrait des négociants d'art. Sterling Clark considérait que sa femme était sa « pierre angulaire dans le jugement des peintures. » « Son jugement était excellent, bien meilleur que le mien parfois, malgré des erreurs à propos de sujets charmants. ». Elle est ainsi en particulier à l’origine de l’acquisition d’œuvres de Toulouse-Lautrec.
En 1950, les Clark fondent le Sterling and Francine Clark Art Institute pour abriter leur collection. Pendant les travaux de construction, ils habitent près du chantier, supervisant chaque détail de l'édifice terminé en 1955. Le musée ouvre en 1955.